# Ricardo Villalobos

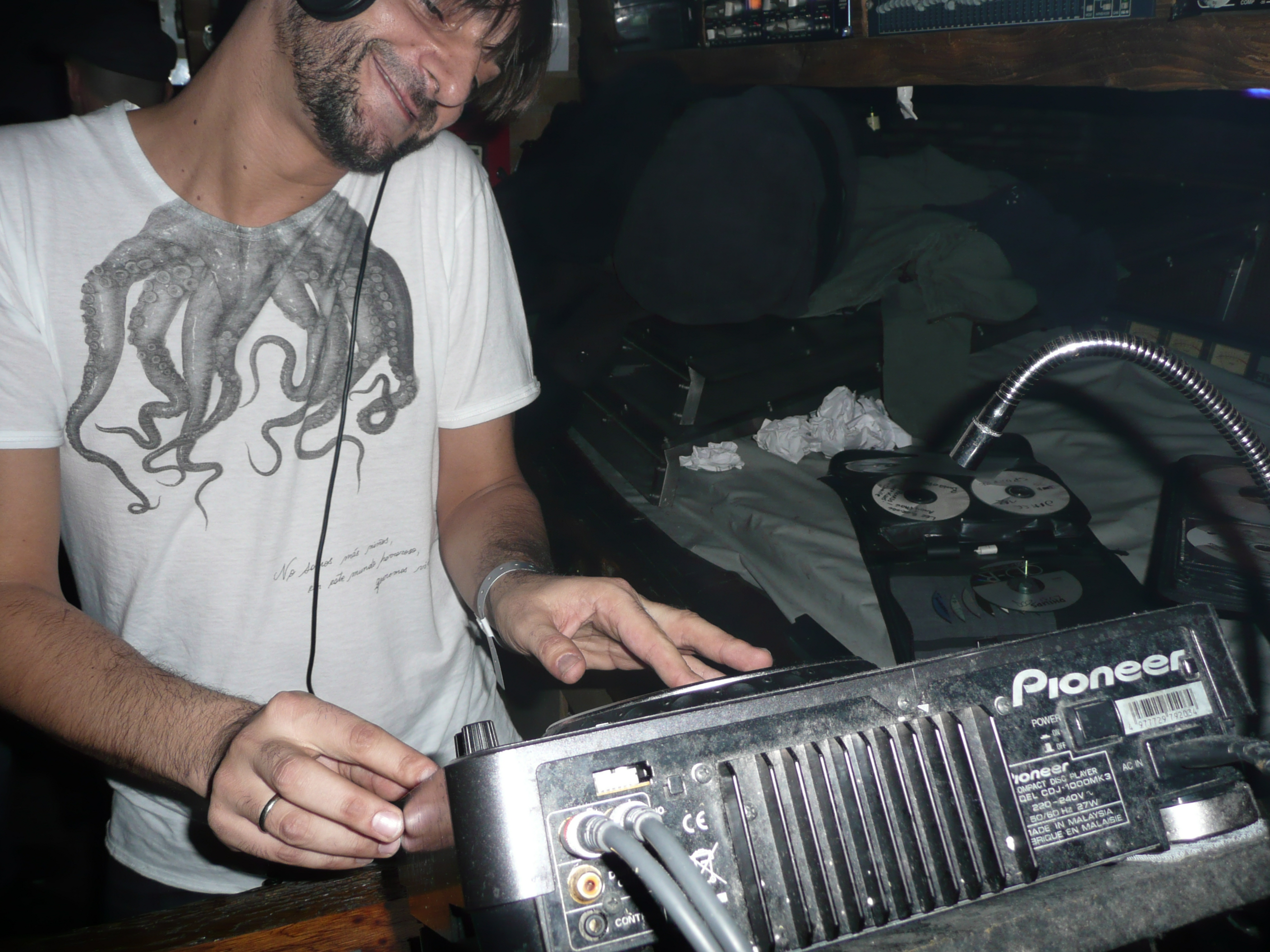
Ricardo Villalobos, 2008

Ricardo Villalobos (Santiago, Chili, 1970) is een Chileense producer en dj. Hij produceert voornamelijk minimal techno en microhouse.
Op driejarige leeftijd verlaat Villalobos, in navolging van veel intellectuelen en links-georiënteerden, met zijn familie Chili nadat Augusto Pinochet met een staatsgreep de democratisch gekozen president Salvador Allende heeft afgezet. Later zal hij hieraan refereren in zijn 11.09.73 remix van de Lopazz track ‘Migracion’ waarbij de cijfers de datum aangeven van de staatsgreep. De familie vestigt zich in Duitsland, geboorteland van zijn moeder.
Als tiener begint Villalobos met bespelen van conga’s en bongo’s (instrumenten die tot op heden een centrale rol spelen in zijn muziek.) Zijn liefde voor elektronische muziek begint met Depeche Mode, een band die hij naar eigen zeggen op tournee door heel Europa volgt. Villalobos' dj-wortels liggen in Darmstadt.

## Beginperiode
Begin jaren negentig komt Villalobos in aanraking met house. Zijn eerste grote inspiratiebronnen zijn Plastikman en Derrick Carter. Dj'en en het organiseren van kleinschalige feesten is op dat moment een hobby terwijl hij aan de universiteit studeert. In 1993 richt hij samen met Tobias en Wolfgan Menguser het platenlabel Placid Flavour op. Het label kent een kortstondig bestaan en geeft maar drie 12-inches uit waaronder het debuut van Villalobos 'Sinus Poetry EP'. Hierna zal Villalobos alleen nog maar muziek uitbrengen op andermans labels (met uitzondering van Sei Es Drum dat als een eenmalige white label wordt uitgegeven.) Een centrale rol is hier weggelegd voor het Playhouse en Perlon-label. Playhouse dat in 1993 is opgericht als zusterlabel van Klang Elektronik brengt in 1995 ‘The Contempt’ uit. Op deze 12-inch staan twee mixen van 'The Contempt' met een lengte (respectievelijk 15:53 en 21:59 minuten lang) die karakteristiek zal worden voor veel Villalobos producties.
Vanaf 1998 begint Villalobos vooral in Darmstadt, Duitsland langzaam naam te maken als professioneel dj. Het elegante ‘808 The Bassqueen’ is een van de populairste dj-tracks van 1999 en versterkt de ungroundfaam van Villalobos. Een tijdlang wordt hij geassocieerd met een nieuwe Ibiza-sound, dankzij de boekingen van Sven Väth en zijn groeiende Cocoon imperium. De indruk wordt versterkt dankzij de titel van de 'Ibiza99'-12-inch die begin 2000 verschijnt.

## Doorbraak
In 2001 wordt Villalobos in een klap bekender onder een breder publiek van muziekliefhebbers wanneer Philip Sherburne in het Britse tijdschrift The Wire de term microhouse lanceert. Onder deze noemer probeert Sherburne het werk van onder andere Villalobos, Isolée en Jan Jelinek te groeperen. Microhouse wordt gepresenteerd als een nieuwe trend in voornamelijk Duitse housemuziek waar de bassdrum minder prominent aanwezig is en het geluidsspectrum wordt gevuld met kleine details en ritmische verfijning. Het microhousegeluid wordt uiteindelijk door Villalobos geperfectioneerd op zijn debuutalbum Alcachofa. Het veelzijdige maar ook lastig te doorgronden album wordt over het algemeen enthousiast ontvangen. Het Nederlandse webzine Kindamuzik concludeert haar recensie met de profetische woorden: "Het is nog vroeg om aan de hand hiervan de toekomst uit te tekenen maar het vermoeden rijst dat Alcachofa samen met Farbens Textstar de dienst uit gaat maken in de house van morgen."
In plaats van op zijn lauweren te rusten brengt Villalobos amper een jaar later het album Thé Au Harem D’Archimède uit op Perlon. De muziek op dit album verdeelt de luisteraars, bijna unaniem wordt de dromerige flamencohouse van het openingsnummer 'Hireklon' geroemd terwijl getwijfeld wordt aan veel van de andere tracks die een koortsige variant van het steeds meer aan populariteit winnende minimal house presenteren. Het geluid is voornamelijk droog en onderhevig aan genadeloze herhaling. De uitgave op drie vinylplaten presenteert vaak nog langere versies van de tracks.

## Superster
Ook in Nederland groeit de populariteit van Villalobos. In 2003 organiseert de Nederlandse dj Bart Skils voor het eerst in Paradiso het Voltt feest wat een podium moet geven aan avontuurlijke en minimal techno. Villalobos draait hier en zal vanaf dan elke editie als vaste gast terugkeren. In deze periode begint Villalobos ook een negatieve faam op te bouwen. Door zijn groeiende populariteit raakt hij overboekt waardoor hij steeds meer verstek moeten laten gaan op feesten waar hij wel staat aangekondigd. Het standaardexcuus van gemiste vliegtuigen wordt aangevuld met heus doktersbriefje dat aan teleurgestelde feestgangers kon worden getoond. Steeds vaker steken echter de geruchten de kop op van alcohol en/of drugsgebruik dat debet is aan Villalobos onberekenbare gedrag. In partykringen zal voornamelijk het incident op Voltt van 2006 bijdragen aan deze beeldvorming wanneer Villalobos niet in staat is om op tijd te draaien en volgens ooggetuigen zelfs met enkele stimulerende middelen op de benen wordt geholpen om zo zijn set te kunnen beginnen. Dit levert hem in Nederland de bijnaam Villalosbol op  en maakt hem in kringen van houseliefhebbers een controversieel figuur.
Veel van zijn krediet herwint Villalobos echter diezelfde zomer op het Awakenings festival van 1 juli. Een geconcentreerde Villalobos draait overdag een set die volgens sommigen tot de hoogtepunten van het genre behoren. Hier presenteert hij ook zijn in eerste instantie door de band afgekeurde remix van Depeche Modes Sinner In Me om te eindigen met een track die een nieuw hoogtepunt in zijn carrière zal markeren: Fizheuer Zieheuer. Later dat jaar zal Fizheuer Zieheuer officieel het licht zien op Playhouse en alweer de meningen polariseren. Met zijn lengte van 37:09, subtiel verschuivende patronen en knagende melodie wordt het uitgeroepen tot een monument van minimal house. Andere voelen zich in de maling genomen en vermoeden een grap, zien er het einde in van minimal house of wijzen erop dat de melodieën rechtstreeks zijn gesampled van Pobjednicki Cocek door het Servische Blehorkestar Bakija Bakic.
Villalobos brengt in 2007 zijn vierde mixcd uit. Het verschil met de doorsnee mixcd is echter dat Fabric 36 enkel is opgebouwd uit eigen nieuwe tracks. Fabric 36 ontving gemengde kritiek.
Met Roman Flügel vormt hij in 2011 het eenmalige project RiRom waarvan een gelijknamige single wordt uitgebracht.  In 2017 werkt Villalobos samen met de Franse Ben Vedren en de Amerikaanse Chez Damier op het project Villa H2H, dat in Berlijn ontstaat. Daarvan verschijnt een gelijknamige ep.

## Politiek
Ondanks zijn sterrenstatus als dj in Europa weigert Villalobos al jaren om in de Verenigde Staten te draaien. Het is politiek statement dat enerzijds een overblijfsel is van het wijdverbreide vermoeden dat de C.I.A. Pinochet heeft geholpen bij zijn staatsgreep van 1973 en anderzijds onderdeel is van Villalobos algemene onvrede over het Amerikaanse buitenlandse beleid sinds 2001. In een recentelijk interview in The Wire vertelde Villalobos dat hij tijdens een tussenlanding in Los Angeles door douanepersoneel onbeschoft is ondervraagd over de redenen waarom zijn familie in 1973 uit Chili is gevlucht.
In een interview met De:Bug stelde Villalobos over het gebruik van politieke geluiden in muziek:
"Als Musiker oder DJ ist man durch die Aufmerksamkeit, die man erfährt, verpflichtet, in Interviews oder durch die Musik, durch die man wahrgenommen wird, politische Statements zu setzen. Ich habe Protestmusik oder Aufnahmen wie die der letzten Rede des chilenischen Präsidenten (Allende) wegen meiner linken Eltern schon immer gehört und deshalb Derartiges bereits in anderen Stücken benutzt."
Politiek is op deze manier nooit expliciet in de muziek van Villalobos. Er zijn kleine hints zoals in de 11.09.73 remix van 'Migracion'. Sommige van zijn tracks en remixes (bijvoorbeeld 'Electrolatino' en 'Primer Encuentro Latino-Americano') lijken een visioen voor te staan van een trots, onafhankelijk en modern Zuid-Amerika in de geest van de jaren 1950-1960 voor de militaire dictaturen die het continent daarna zouden overheersen.

## Remixer
Zoals vele producers is Villalobos een veelgevraagd remixer. Door zijn groeiende beroemdheid is zijn status als remixer toegenomen waardoor hij inmiddels ook popsterren als Beck heeft geremixt ('Cellphone's Dead' uit 2006).
Veel van zijn beste werk is als remixer gedaan, met name de remix van Shackletons ‘Blood On My Hands’ (2007) wordt als klassieker betiteld. Zijn remixes worden over het algemeen gekarakteriseerd door hun lengte van rond de tien minuten, een spel met de originele vocalen en een broeierige sfeer waar Villalobos vaak percussie aan toevoegt. Andere opvallende remixes van zijn hand zijn onder andere Rhythm & Sound – 'Let We Go', Thomas Dolby – 'One Of Our Submarines', Señor Coconut And His Orchestra – 'Electrolatino' en van The KLF - 'What Time Is Love'.

## Discografie
- Sinus Poetry EP, 12" (1993)
- The Contempt, 12" (1995)
- N-DRA, 12" (1996)
- MDMA/Bosch, 12" (1996, als Richard Wolfsdorf)
- Heike, 12" (1998)
- Salvador, 12" (1998)
- 808 The Bassqueen, 12" (1999)
- Frank Mueller Melodram, 12" (1999)
- Pino Jet Explosion, 12" (1999)
- Que Bel Epoque, 12" (2000)
- Tomorrov Cocktail / Ananas, 12" (2000)
- Luna, 12" (2000)
- Tia, 12" (2000, als Richard Wolfsdorf)
- Bredow / Damm 3, 12" (2001)
- Love Family Trax, cd (2002)
- Halma, 12" (2002)
- 808 The Bass Queen / Filtadelic, 12" (2003)
- Alcachofa, cd, 3xlp (2003)
- In The Mix: Taka Taka, cd (2003)
- Something Bad / You Wanna Start?, 12" (2004)
- Thé Au Harem D'Archimède, cd, 3xlp (2004)
- Achso, 2x12" (2005)
- Chromosul, 12" (2005)
- For Disco Only 2, 12" (2005)
- Buena Onda, 12" (2005, als Richard Wolfsdorf)
- Green & Blue, 2xcd (2005, gedeeld met Loco Dice)
- Que Belle Epoque 2006, 12" (2006)
- Salvador, cd (2006)
- Seive / Jimis 2006, 12" (2006)
- What You Say Is More Than I Can Say, 12" (2006)
- What's Wrong My Friends?, 2x12"(2006)
- Fizheuer Zieheuer, 12" (2006)
- Depeche Mode - Sinner In Me (Ricardo Villalobos remix), 12" (enkelzijdig; 2006)
- Fabric 36, cd (2007)
- Sei Es Drum, 3x12" (2007)
- Enfants 12" (2008)
- Vasco EP part 1 (2008)
- Vasco EP part 2 (2008)
- Peculiar / Zuge (2010)
- Re:ECM (2011), cd (2011, met Max Loderbauer)
- Any Ideas / Emilio (2012)
- Dependent And Happy, cd, 3x12" (2012)